# Naopa
Naopa es una localidad de México, localizada en el municipio de Molango de Escamilla en el estado de Hidalgo.

## Geografía
Se encuentra en la región geográfica de la Sierra Alta; a la localidad le corresponden las coordenadas geográficas 20° 52’ 25.190” de latitud norte y 98° 45’ 43.859” de longitud oeste, con una altitud de 1221 m s. n. m. Cuenta con un clima semicalido húmedo con lluvias todo el año.
En cuanto a fisiografía se encuentra en la provincia de la Sierra Madre Oriental, dentro de la subprovincia del Carso Huasteco; su terreno es de sierra. En lo que respecta a la hidrología se encuentra posicionado en la región del Pánuco, dentro de la cuenca el río Moctezuma, y en la subcuenca del río Amajac.

## Demografía
En 2020 registró una población de 558 personas, lo que corresponde al 4.82 % de la población municipal. De los cuales 272 son hombres y 286 son mujeres.
| Gráfica de evolución demográfica de Naopa entre 1900 y 2020 |
|                                                             |
| Población registrada por los censos y conteos del INEGI.    |